# Saint-Sornin (Charente)
Saint-Sornin is een gemeente in het Franse departement Charente (regio Nouvelle-Aquitaine). De plaats maakt deel uit van het arrondissement Angoulême. Saint-Sornin telde op 1 januari 2022 832 inwoners.

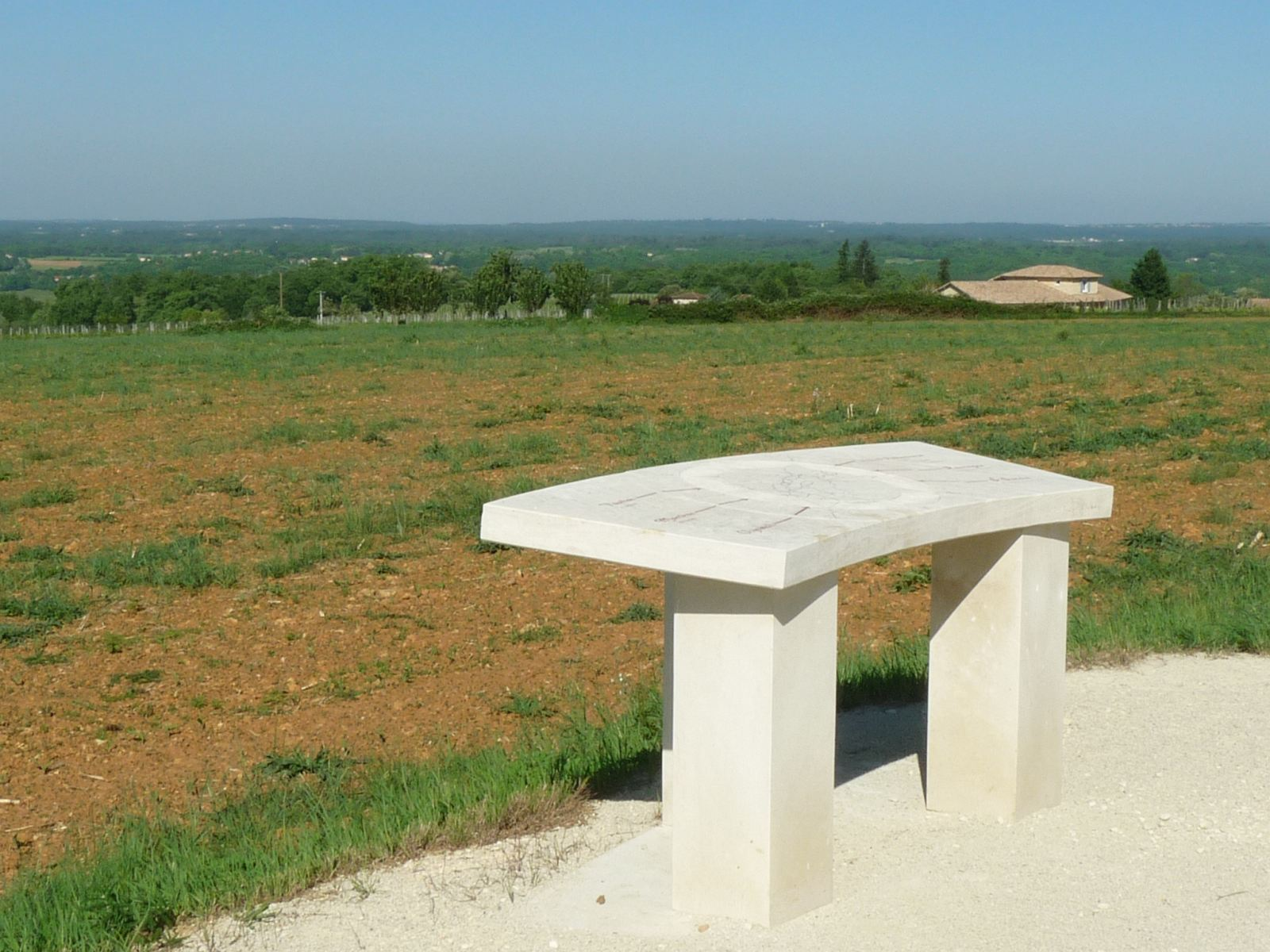
Saint-Sornin
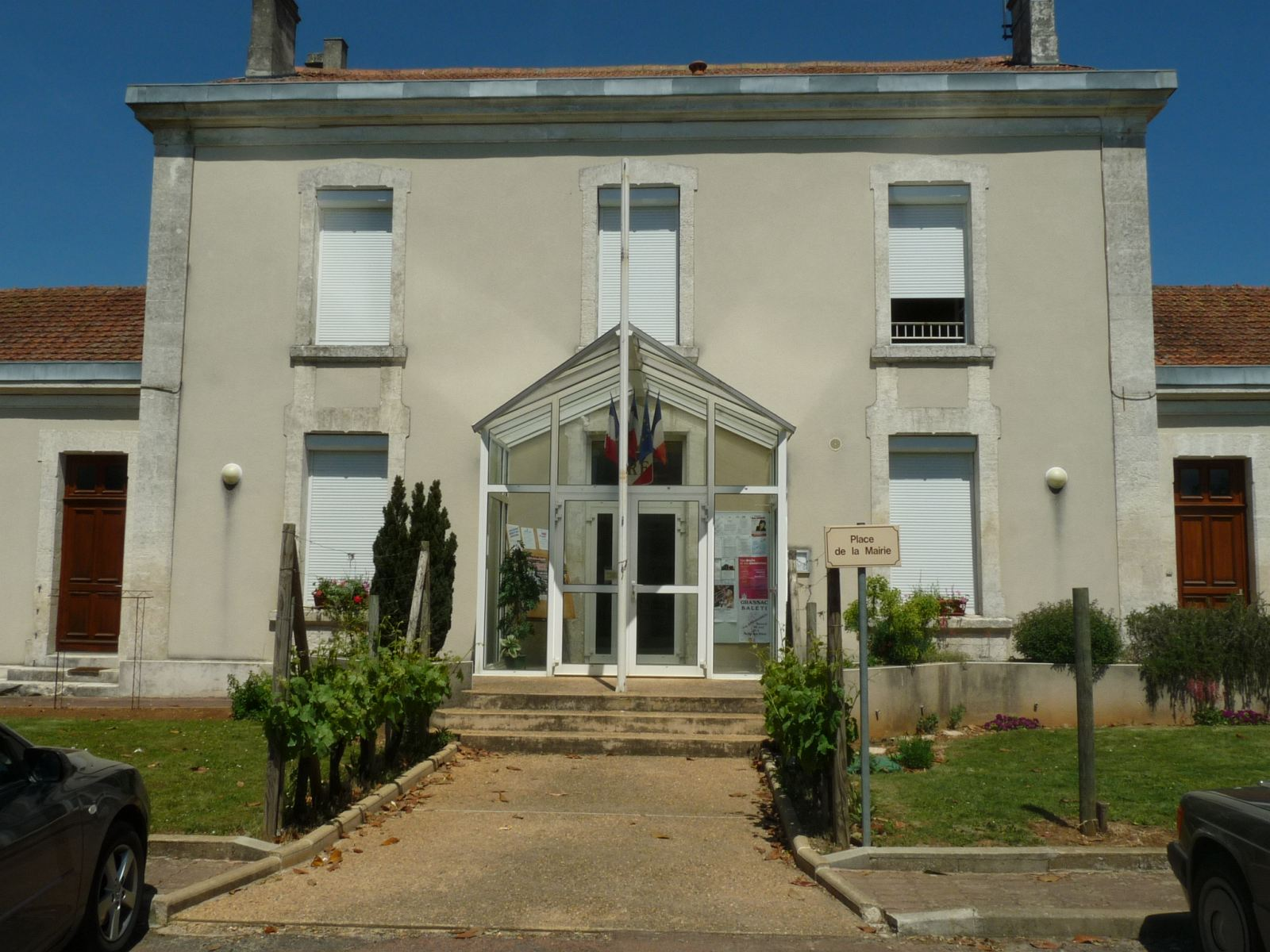
Gemeentehuis
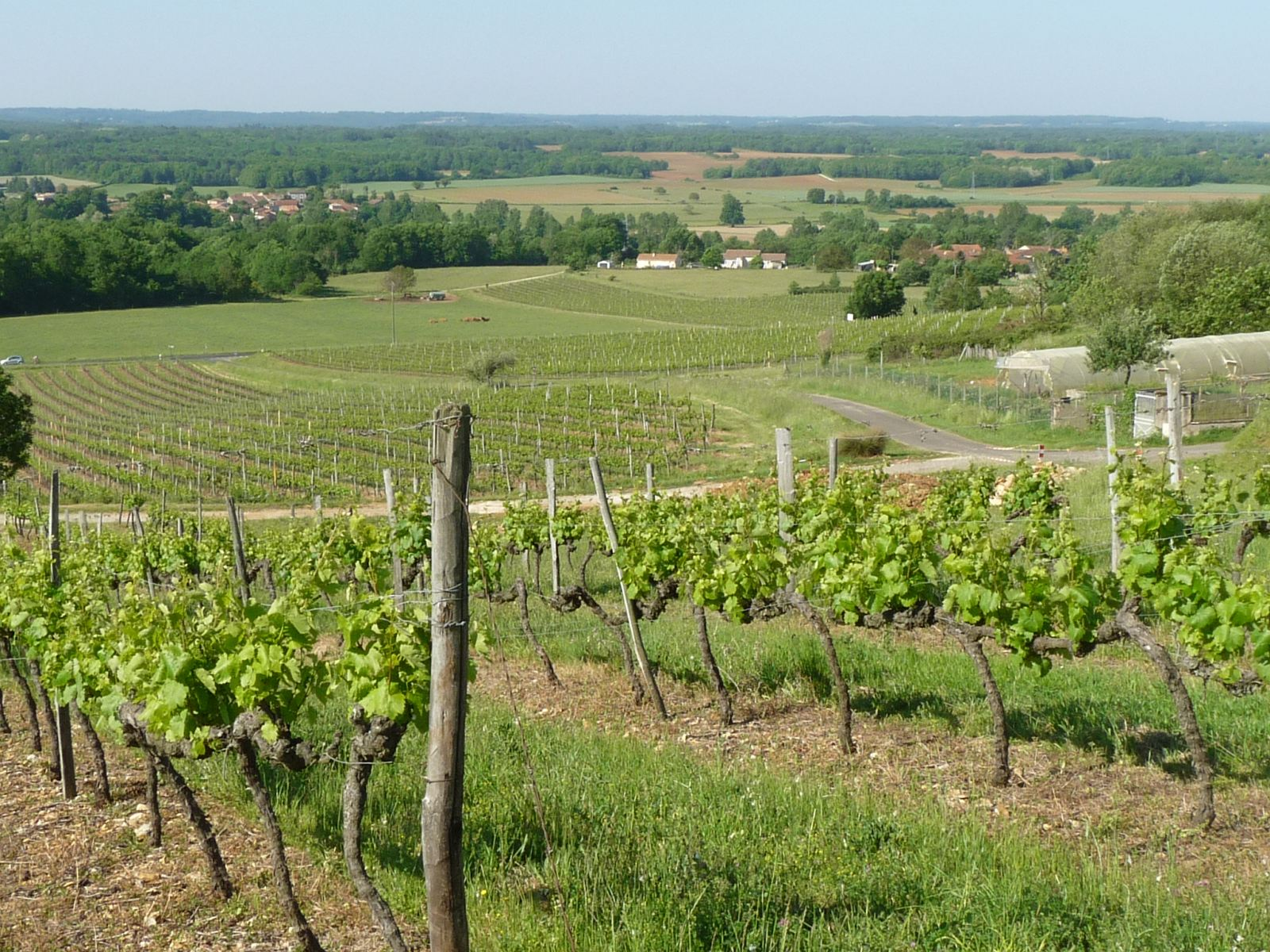
Omgeving met wijngaarden
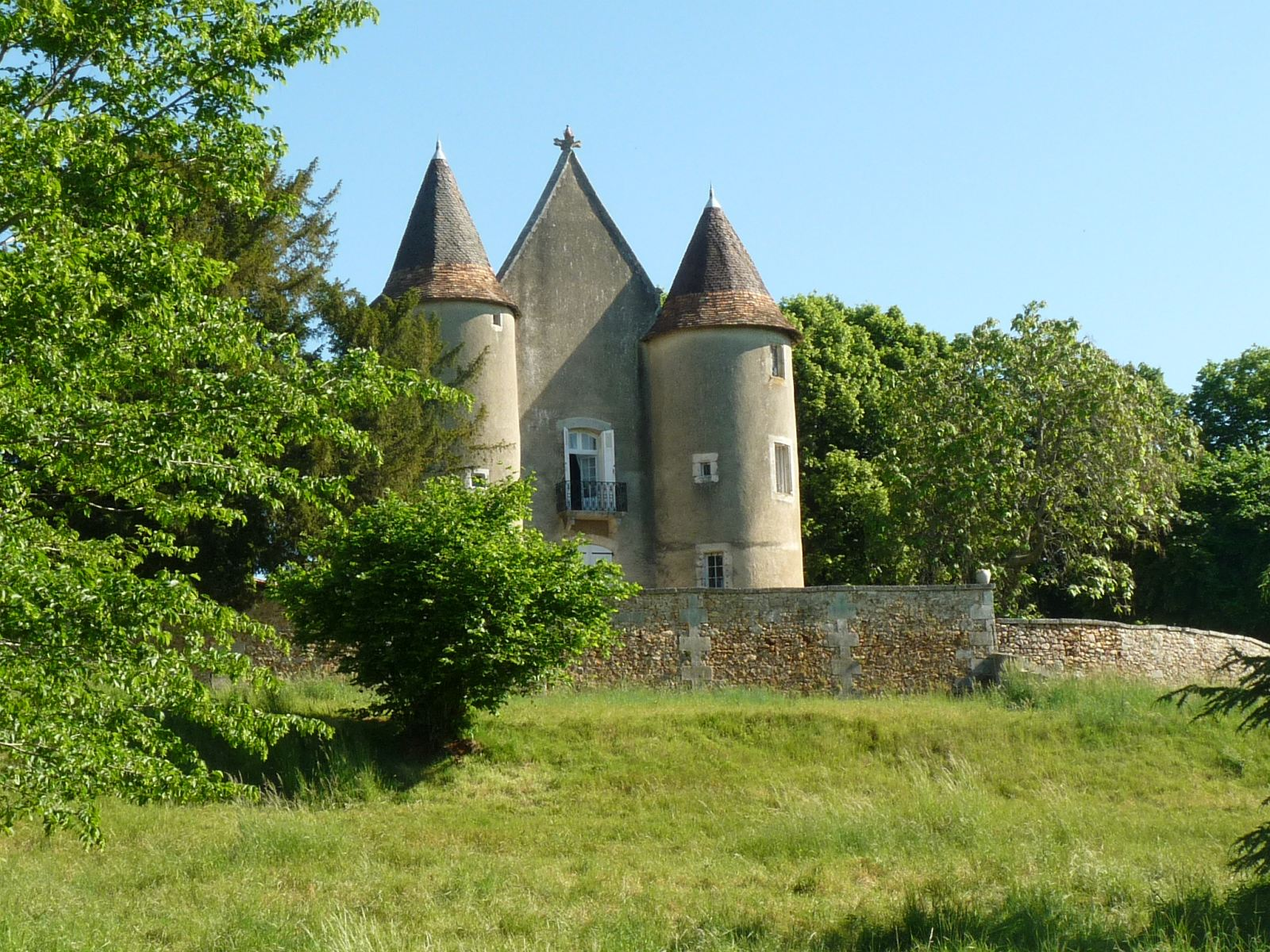
Kasteel bij Saint-Sornin
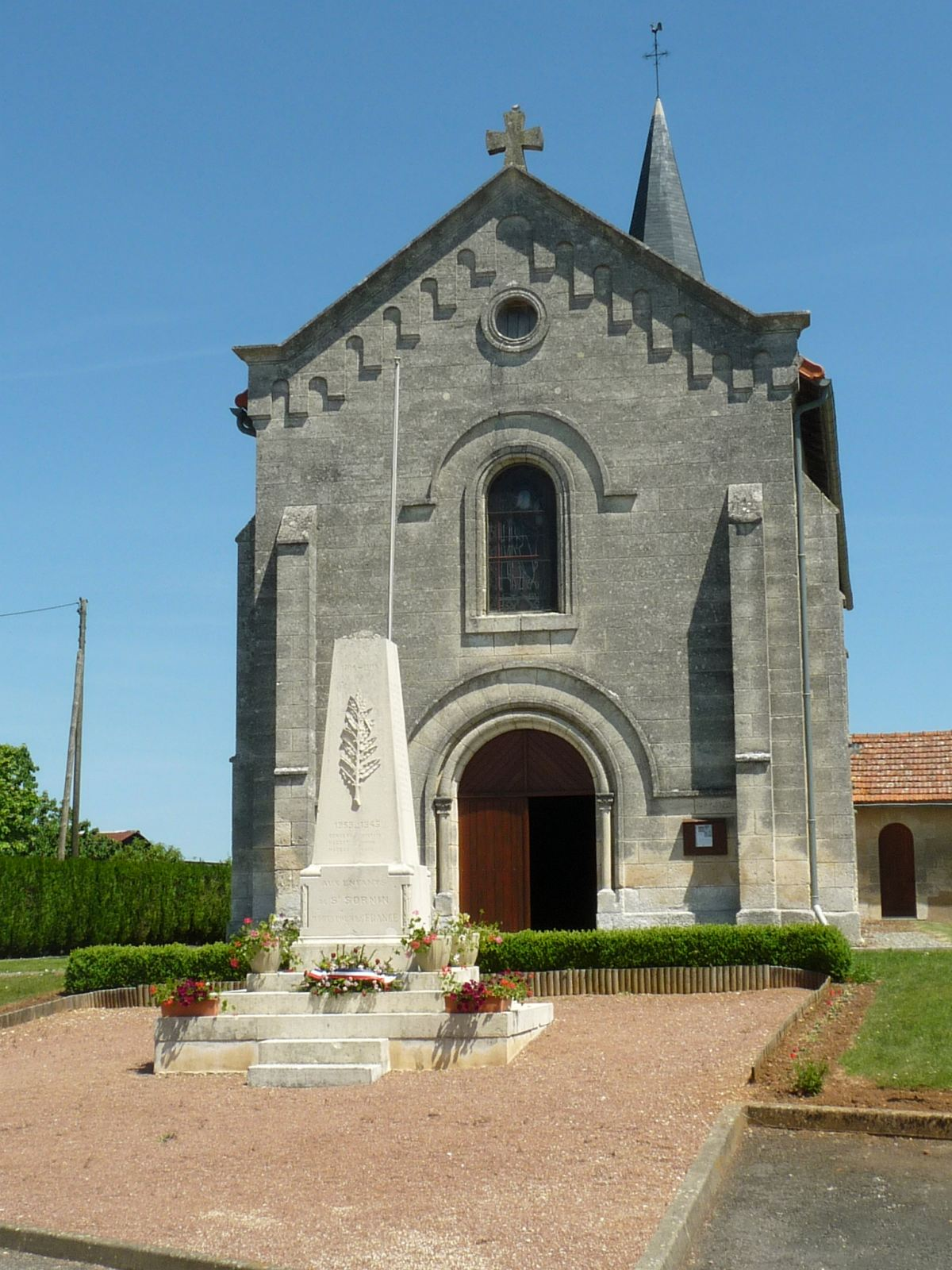
Kerk van Saint-Sornin

## Geografie
De oppervlakte van Saint-Sornin bedroeg op 1 januari 2022 11,27 vierkante kilometer; de bevolkingsdichtheid was toen 73,8 inwoners per km².
De onderstaande kaart toont de ligging van Saint-Sornin met de belangrijkste infrastructuur en aangrenzende gemeenten.

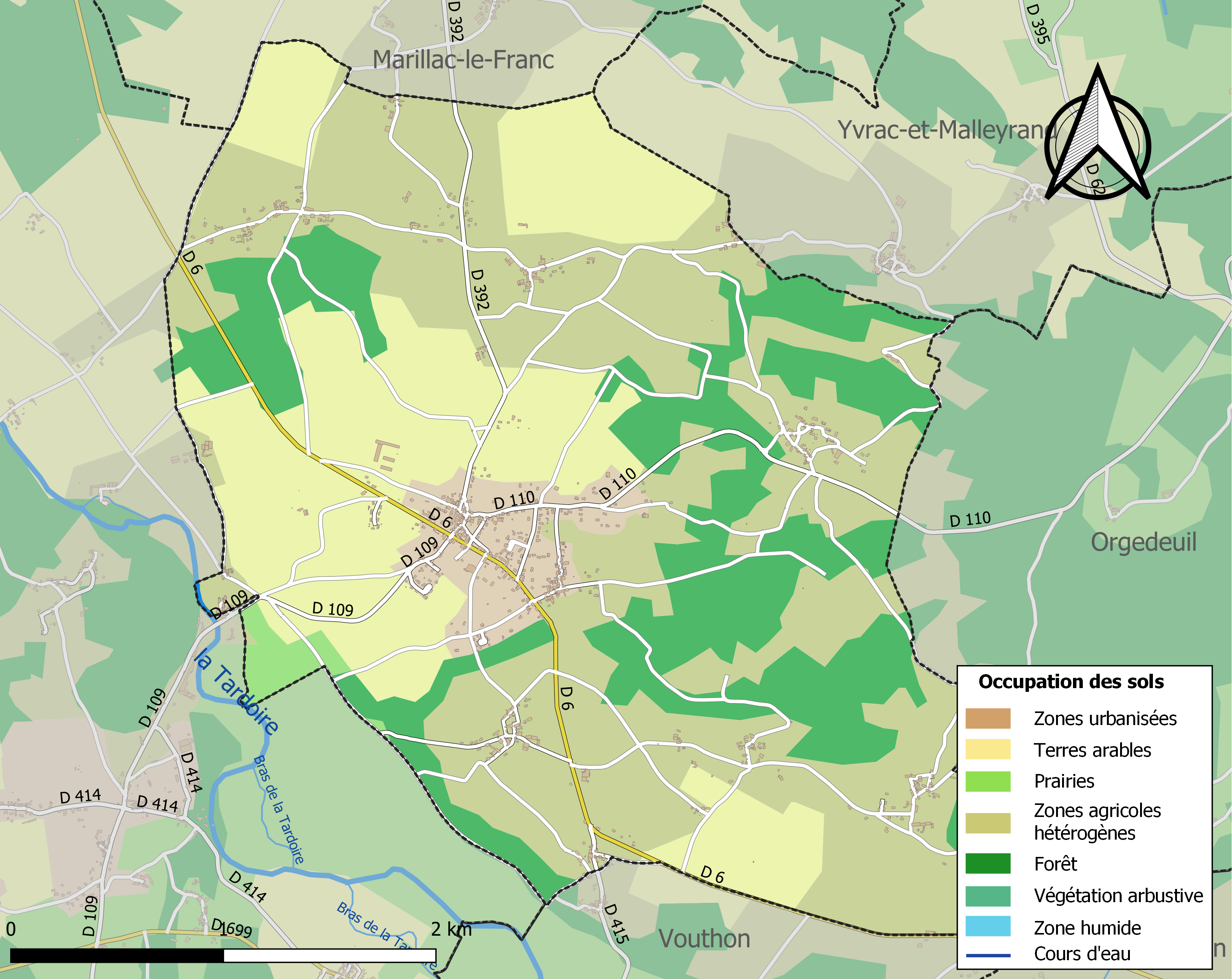

## Demografie
Onderstaande figuur toont het verloop van het inwonertal (bron: INSEE-tellingen).